# Genocidi lingüístic
El genocidi lingüístic és la mort intencionada d'una llengua.
La imposició o la prohibició d'una llengua per autoritats estatals és un dels mecanismes de genocidi lingüístic.
El genocidi lingüístic, denominat també lingüicidi —tot i que el diccionari normatiu no ho recull—, és una forma particular d'etnocidi. Un exemple d'intent de genocidi lingüístic és el cas de l'Estat francès amb les llengües diferents del francès (català, occità, cors, alsacià, etc.). Aquest concepte aplicat a França ha estat detallat per Joan-Lluís Lluís al seu llibre Conversa amb el meu gos sobre França i els francesos (2002). Com a exemple, el cas de la vergonya.